# Santa Caterina dello Ionio
Santa Caterina dello Ionio är en ort och kommun i provinsen Catanzaro i regionen Kalabrien i Italien. Kommunen hade 2 116 invånare (2018).